# 이스트에어셔

이스트에어셔

이스트에어셔(영어: East Ayrshire, 스코트어: Aest Ayrshire, 스코틀랜드 게일어: Siorrachd Àir an Ear)는 스코틀랜드의 의회 구역으로 행정 중심지는 킬마녹이며 면적은 1,262km2, 인구는 123,000명(2010년 기준), 인구 밀도는 95명/km2이다. 덤프리스 갤러웨이, 이스트렌프루셔, 노스에어셔, 사우스에어셔, 사우스래너크셔와 접한다.

## 같이 보기
- 에어셔주
- 킬마녹